# Pieve di San Pietro a Romena

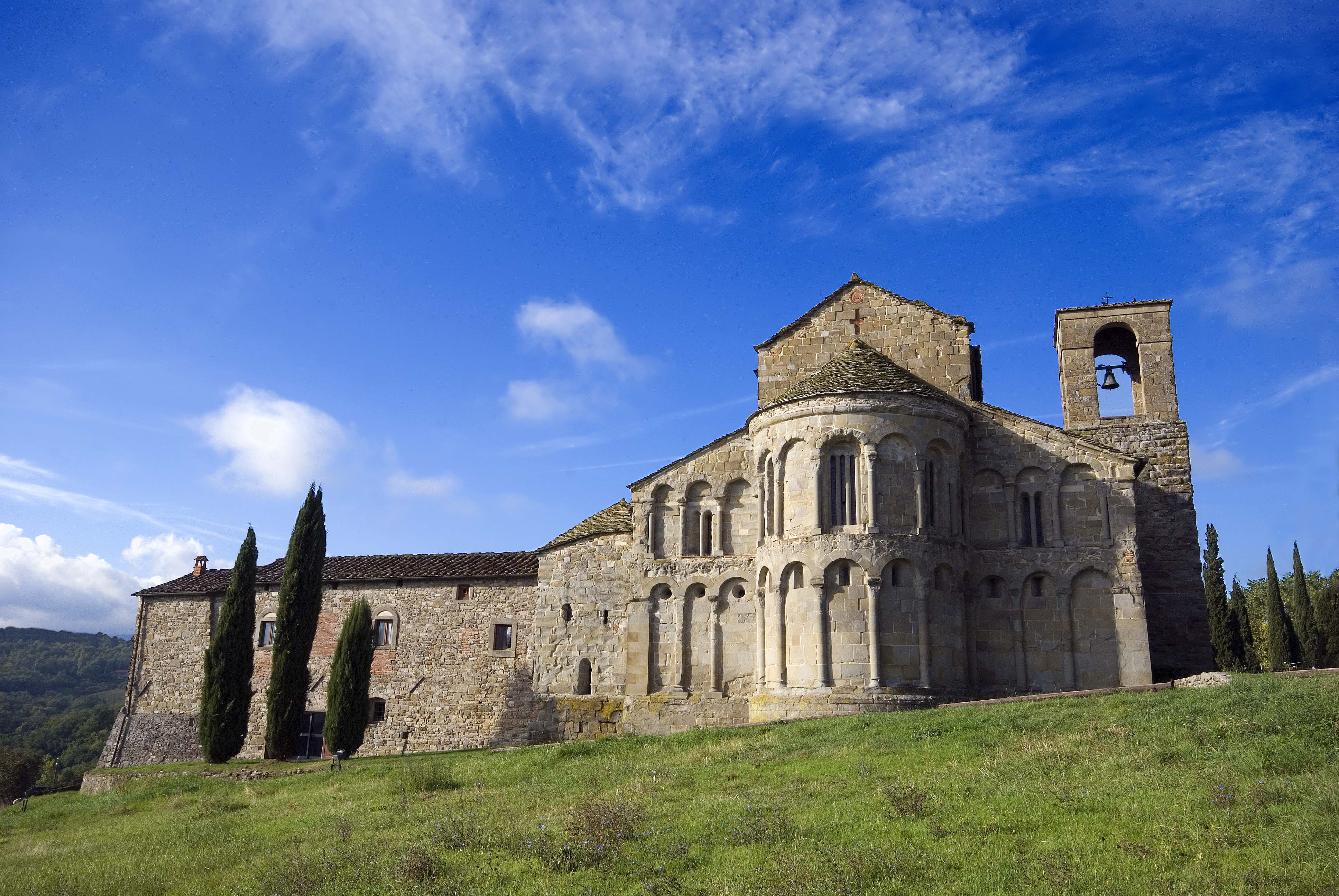
Ansicht der Kirche von der Ostseite mit der Apsis

Die Pieve di San Pietro a Romena ist eine kleine romanische Kirche nahe der toskanischen Gemeinde Pratovecchio im Casentino. Obwohl sie sehr schlicht ist, gehört sie wegen einiger Besonderheiten zu den bedeutenden ländlichen Kirchen der Toskana.

## Lage und Namen
Die Kirche liegt etwa 1,5 Kilometer südsüdwestlich des Stadtzentrums von Pratovecchio an der Strada Provinciale di San Pietro a Romena, die hier in die Strada Communale di San Paolo übergeht.
Den ersten Namensbestandteil hat sie in ihrer ehemaligen Funktion als Pieve. Der Zusatz nach dem Patronatsnamen des Simon Petrus (ital.: San Pietro), a Romena bezieht sich auf das etwa 600 Meter nördlich gelegene Castello di Romena, eine ehemalige Burg der Grafen von Romena aus dem Geschlecht der Guidi.

## Baugeschichte
Ein Vorgängerbau an dieser Stelle war eine langobardisch-karolingische Kirche aus dem 8. oder 9. Jahrhundert.
Von diesem noch erhalten ist ein in der letzten Hälfte des 20. Jahrhunderts ergrabener Fundamentrest. Er ist heute in der Kirche zu sehen und zeigt die Apsidenstruktur dieses Baus. Ebenso noch aus der Zeit stammt der untere Teil des angefügten Campanile.
Einer Inschrift auf einem Kapitell ist zu entnehmen, dass der jetzige Bau ab 1152 begonnen wurde, sie lautet zusammengefasst: „Im Hungerjahr 1152 schuf Pfarrer Albericus diesen Bau.“ Die Kunstgeschichte vermutet, dass die Kirche von einer speziellen Handwerkergruppe aus der Lombardei errichtet wurde, die ihre Ausbildung in der französischen Auvergne erhalten hatte. Diese Bauleute könnten übereinstimmenden Merkmalen nach noch für wenigstens drei weitere Kirchenbauten in der Toskana verantwortlich zeichnen.
Ursprünglich war die Kirche länger. Sie wurde im Westen nach einem Einsturz im Jahr 1678 und einem Erdbeben 1729 um etwa ein Drittel – zwei Querachsen – gekürzt. Die Fassade ist daher heute nur aus groben Werksteinen gefügt und unbeachtlich.
Heute ist die Kirche Sitz der Gemeinschaft Fraternità di Romena.

## Inneres

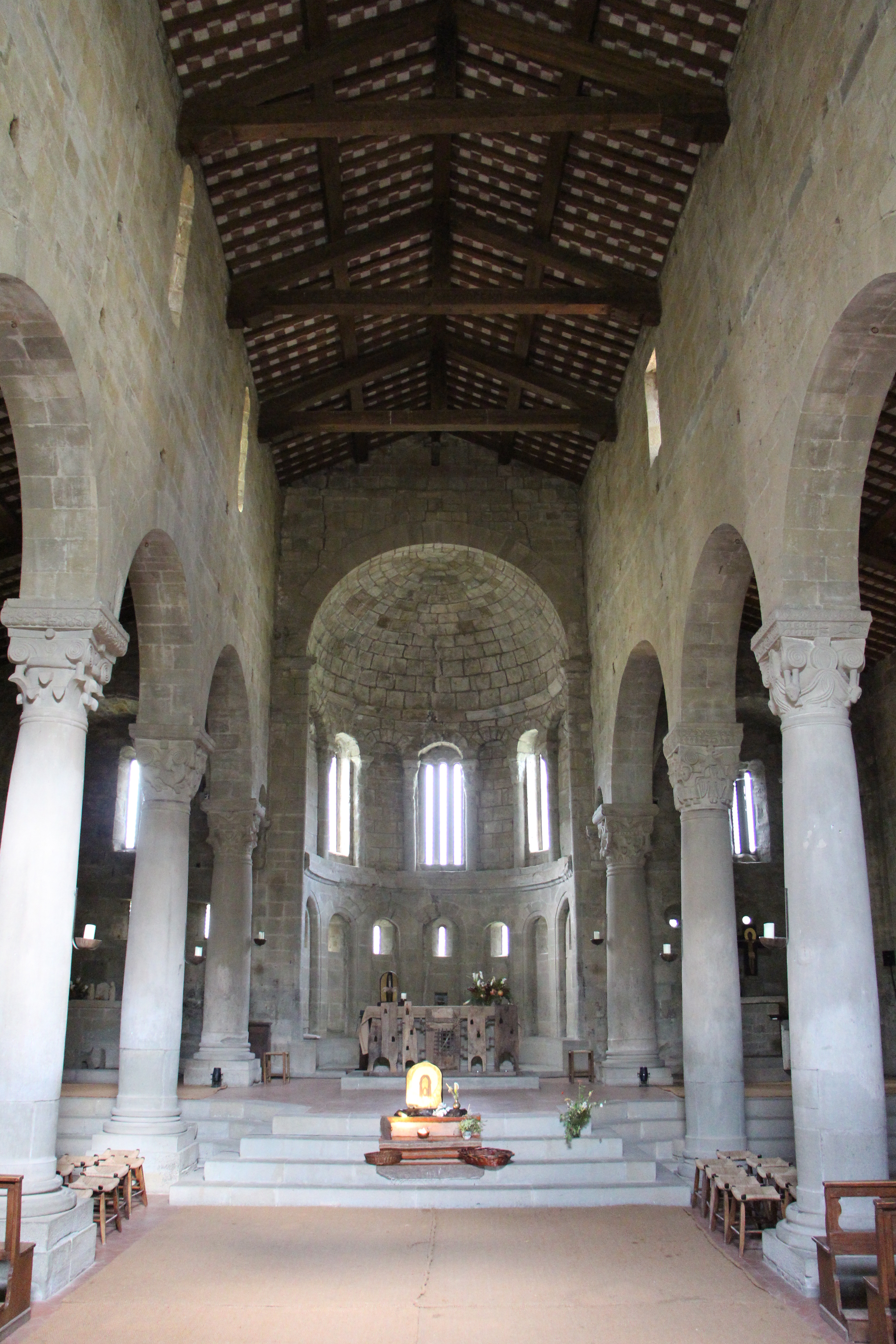
Innenraum

Die Kirche ist vom Typ her eine Säulenbasilika, sie verfügt dementsprechend über drei Kirchenschiffe mit erhöhtem Mittelschiff. Die Kirche verfügt über kein Querschiff, auf der Ostseite läuft das Mittelschiff in einer zweigeschossigen Apsis aus. Die letzten Achsen der Seitenschiffe sind mit Tonnengewölben gedeckt, wie auch die letzten Arkadenbögen vor der Apsis deutlich kleiner sind als die anderen. Vermutet wird, dass diese Konstruktion möglicherweise eine Art „vereinfachter Kapellenkranz“ darstellen sollte.
Die Kirche ist ansonsten nicht überwölbt, der hölzerne Dachstuhl ist offen sichtbar.
Von Interesse sind die Säulen, die die Arkadenbögen tragen. Sie haben eine sehr kräftige Entasis, ihre Kapitelle sind nach antiken Vorbildern vereinfacht, aber reich mit Blattschmuck und Figuren gearbeitet. Diesen Säulentyp anstelle der sonst üblichen Pfeiler gibt es nur in wenigen Kirchen des Casentin und sind in diesen Gebäuden sehr ähnlich, was die Vermutung, dass es sich um eine spezielle Handwerkergruppe als Baumeister handelte, stützt.
Eine weitere Besonderheit ist, dass sowohl die Innen- als auch die Außenseite, dort auch die Ostseiten der Seitenschiffe, der Apsis von zwei übereinandergestellten Reihen von Blendarkaden verziert und gegliedert ist. Auch das ist für ländliche toskanische Kirchen sehr ungewöhnlich und erinnert an luccesische Kirchengebäude.